# Bolsa de Valores de Bacu
A Bolsa de Valores de Bacu (em azeri: Bakı Fond Birjası) ou BFB é uma bolsa de valores no Azerbaijão localizada em Bacu, capital do país.
A Bolsa de Valores de Bacu está organizada sob a forma de sociedade anônima fechada com 19 acionistas.
Foi fundada em 15 de fevereiro de 2000 por esses 19 acionistas. Em 1 de setembro de 2000 a Bolsa de Valores de Bacu começou com a negociação de ações.
Os títulos corporativos começaram a ser negociados na Bolsa de Valores de Bacu em janeiro de 2004. O Banco Central do Azerbaijão começou a negociar suas notas na Bolsa de Valores de Bacu em 14 de setembro de 2004.
A Bolsa de Valores de Bacu, uma relação das 20 companhias abertas do Azerbaijão cujos papéis têm maior liquidez, é o mais importante índice financeiro da Bolsa de Valores de Bacu.